# Melitaea neeraeformis
Melitaea neeraeformis är en fjärilsart som beskrevs av Ruggero Verity 1913. Melitaea neeraeformis ingår i släktet Melitaea och familjen praktfjärilar. Inga underarter finns listade i Catalogue of Life.